# Wens Foodstuff Group
Guangdong Wens Foodstuff Group Company Limited («Вэньши Шипинь Цзитуань») — китайская животноводческая, птицеводческая и пищевая корпорация; один из крупнейших поставщиков живых свиней, охлаждённой свинины, цыплят-бройлеров, кур-несушек, уток, голубей, яиц, говядины и молока; крупный производитель комбикормов и ветеринарных препаратов. Основана в 1983 году, штаб-квартира расположена в Юньфу (Гуандун), входит в число крупнейших компаний Китая и в тройку крупнейших производителей мяса в стране (наряду с New Hope Group и Muyuan Foods). 

## История
Компания основана в 1983 году в уезде Синьсин провинции Гуандун. В 2018 году 1,2 миллиона свиноматок компании произвели 22,3 миллиона поросят. По итогам 2019 года Wens Foodstuff Group стала крупнейшим производителем свинины и мяса птицы в Китае.  
После эпидемии африканской чумы свиней в 2019—2020 годах, на фоне роста цен на мясо и комбикорма, Wens стала быстро расширяться, строя мегафермы с многоэтажными свинарниками. Этот рост вызвал увеличение убытков и долгов компании.

## Деятельность
Wens Foodstuff Group производит мясные и молочные продукты, животноводческое оборудование, ветеринарные препараты и кормовые добавки. Готовую продукцию (курятину, утятину, голубятину, свинину, говядину, баранину, яйца, молоко, молочные напитки и рыбу) компания реализовывает через сеть собственных магазинов и региональных дистрибьюторов.
По итогам 2021 года 96,3 % продаж пришлось на мясо, 1,6 % — на молоко и молочные продукты, 1,1 % — на ветеринарные препараты и 0,6 % — на мясные продукты. Все продажи компании пришлись на внутренний рынок Китая.

## Акционеры
Крупнейшими акционерами Wens Foodstuff Group являются Ли Воцань (2,95 %), Вэнь Мухуань (2,37 %), Лян Хунцань (1,89 %), Вэнь Яогуан (1,31 %), Вэнь Пэнчэн (1,23 %) и Чжан Цюнчжэнь (1,21 %), а также Perseverance Asset Management (1,34 %) и China Securities Finance (1,31 %).